# 브레이킹 배드 무비: 엘 카미노
《브레이킹 배드 무비: 엘 카미노》(영어: El Camino: A Breaking Bad Movie)는 2019년 공개된 미국의 범죄 드라마 영화이다. 빈스 길리건이 감독과 각본을 맡았으며, 드라마 《브레이킹 배드》의 파생 영화이다.